# Ophir (Neuseeland)
Ophir ist eine Siedlung im Central Otago District der Region Otago auf der Südinsel von Neuseeland.

## Namensherkunft
Die Siedlung hieß ursprünglich Blacks, benannt nach Charles Black, auf dessen Grund und Boden während des Goldrausches in Otago Gold gefunden wurde. Im Jahre 1872 wurde die Siedlung in Anlehnung an das sagenhafte Land Ophir, wonach dem Alten Testament der israelische König Salomo Gold von der Königin von Saba erhalten haben soll, entsprechend umbenannt.

## Geographie
Die Siedlung befindet sich rund 23 km nordöstlich von Alexandra am östlichen Ufer des Manuherikia River. Omakau, durch das der auch als „The Pigroot“ bekannte New Zealand State Highway 85 und der Otago Central Rail Trail verlaufen, befindet sich auf der gegenüberliegenden Seite des Flusses, knapp 2 km nordwestlich.

## Geschichte
Zu Zeiten des Goldrauschs hatte Ophir um die 1000 Einwohner, heute hingegen nur noch circa 50. Einige der historischen Gebäude sind jedoch erhalten geblieben, dazu zählen unter anderem ein Gerichtsgebäude, eine Polizeistation, ein Krankenhaus, eine Bank und eine Kirche. 
Besondere Bedeutung hat das alte Postamt, das 1886 erbaut und seitdem in nahezu unverändertem Zustand bis heute betrieben wird. Im Jahre 1976 wurde es vom New Zealand Historic Places Trust restauriert und 1984 in die Kategorie 1 (Stätten von besonderer oder herausragender geschichtlicher oder kultureller Bedeutsamkeit) der historischen Plätze eingestuft.
In diese Kategorie wurde im selben Jahr auch die etwa 63 Meter lange Hängebrücke aufgenommen, die seit 1880 den Manuherikia River überspannt und nach dem irischen Politiker und Freiheitskämpfer Daniel O’Connell benannt wurde.
Am 3. Juli 1995 wurde in Ophir mit −21,6 °C die zweitniedrigste Lufttemperatur dokumentiert, die jemals in Neuseeland gemessen wurde. Den Minusrekord hält jedoch Ranfurly mit −25,6 °C.